# Phasia punctata
Phasia punctata är en tvåvingeart som beskrevs av Johann Wilhelm Meigen 1824. Phasia punctata ingår i släktet Phasia och familjen parasitflugor.
Artens utbredningsområde är Frankrike. Inga underarter finns listade i Catalogue of Life.